# Kanton Ivry-sur-Seine
Kanton Ivry-sur-Seine is een kanton van het Franse departement Val-de-Marne. Kanton Ivry-sur-Seine maakt deel uit van het arrondissement L'Haÿ-les-Roses en telt 62.052 inwoners in 2017.

## Gemeenten
Het kanton werd opgericht bij decreet van 17 februari 2014, met uitwerking in maart 2015.
Het omvat enkel de gemeente Ivry-sur-Seine.